# Liste der Außenminister Benins
Dies ist eine Liste der Außenminister Benins seit 1960.
- 1960 Chabi Mama (1. Amtszeit)
- 1960–1962 Assogba Oké
- 1962–1963 Émile Zinsou (1. Amtszeit)
- 1963 Hubert Maga
- 1963–1964 Chabi Mama (2. Amtszeit)
- 1964–1965 Gabriel Lozès
- 1965 Tahirou Congacou (geschäftsleitend)
- 1965–1967 Émile Zinsou (2. Amtszeit)
- 1967–1968 Benoît Sinzogan (1. Amtszeit)
- 1968–1969 Dauda Badaru (1. Amtszeit)
- 1969–1970 Benoît Sinzogan (2. Amtszeit)
- 1970–1971 Dauda Badaru (2. Amtszeit)
- 1971–1972 Michel Ahouanmènou
- 1972–1980 Michel Alladaye
- 1980–1982 Simon Ifede Ogouma
- 1982–1984 Tiamiou Adjibadé
- 1984–1987 Frédéric Affo
- 1987–1989 Guy Landry Hazoumé
- 1989–1990 Daniel Tawéma
- 1990–1991 Théophile Nata
- 1991–1992 Théodore Holo
- 1992–1993 Saturnin Soglo
- 1993–1995 Robert Dossou
- 1995–1996 Edgar Yves Monnou
- 1996–1998 Pierre Osho
- 1998–2003 Antoine Idji Kolawolé
- 2003 Joseph Gnonlonfoun (geschäftsleitend)
- 2003–2006 Rogatien Biaou
- 2006 Frédéric Dohou (geschäftsleitend)
- 2006–2007 Boni Mariam Aladji
- 2007–2008 Moussa Okanla
- 2008–2011 Jean-Marie Ehouzou
- 2011–2015 Nassirou Bako-Arifari
- 2015–2016 Saliou Akadiri
- 2016–2023 Aurélien Agbénonci
- 2023–2023 Paulette Marcelline Adjovi
- seit 2023 Shegun Adjadi Bakari